# فرديناند سبرينغر
فرديناند سبرينغر (بالألمانية: Ferdinand Springer)‏ (و. 1907 – 1998 م) هو رسام ألماني، ولد في برلين، توفي في غراس، عن عمر يناهز 91 عاماً.